# Peninsula Noarootsi
Noarootsi este o peninsulă din Județul Lääne, Estonia. Pe teritoriul său se află comuna Noarootsi.

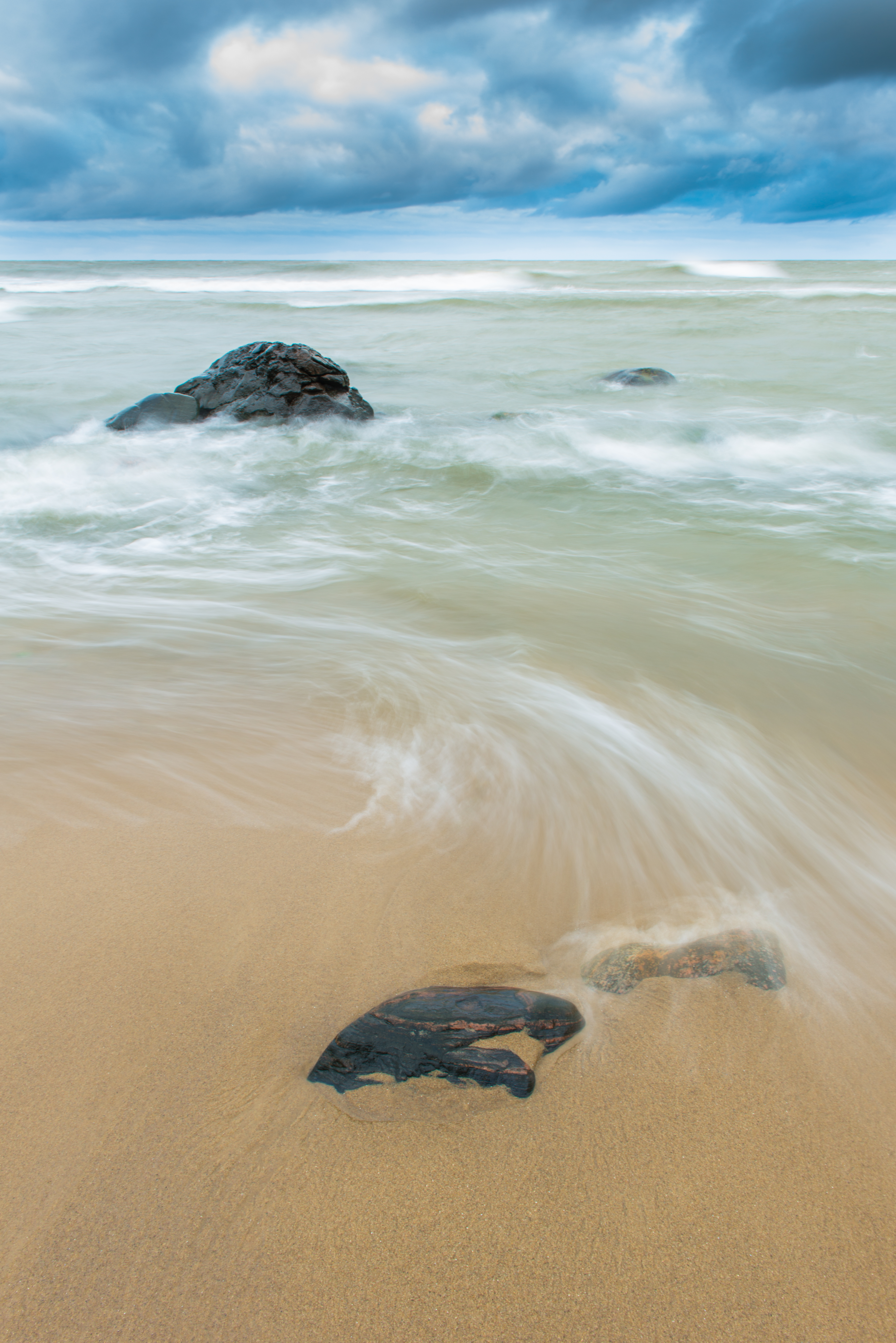
Põõsaspea
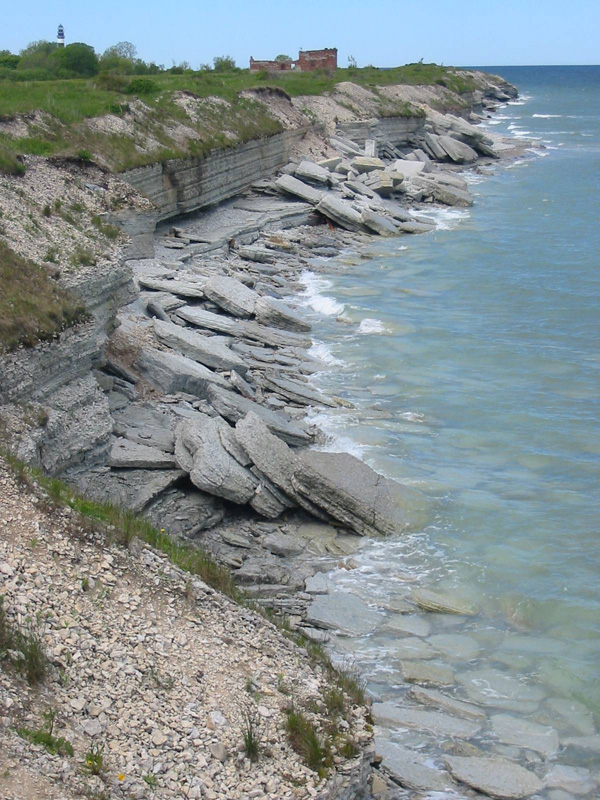
Osmussaar
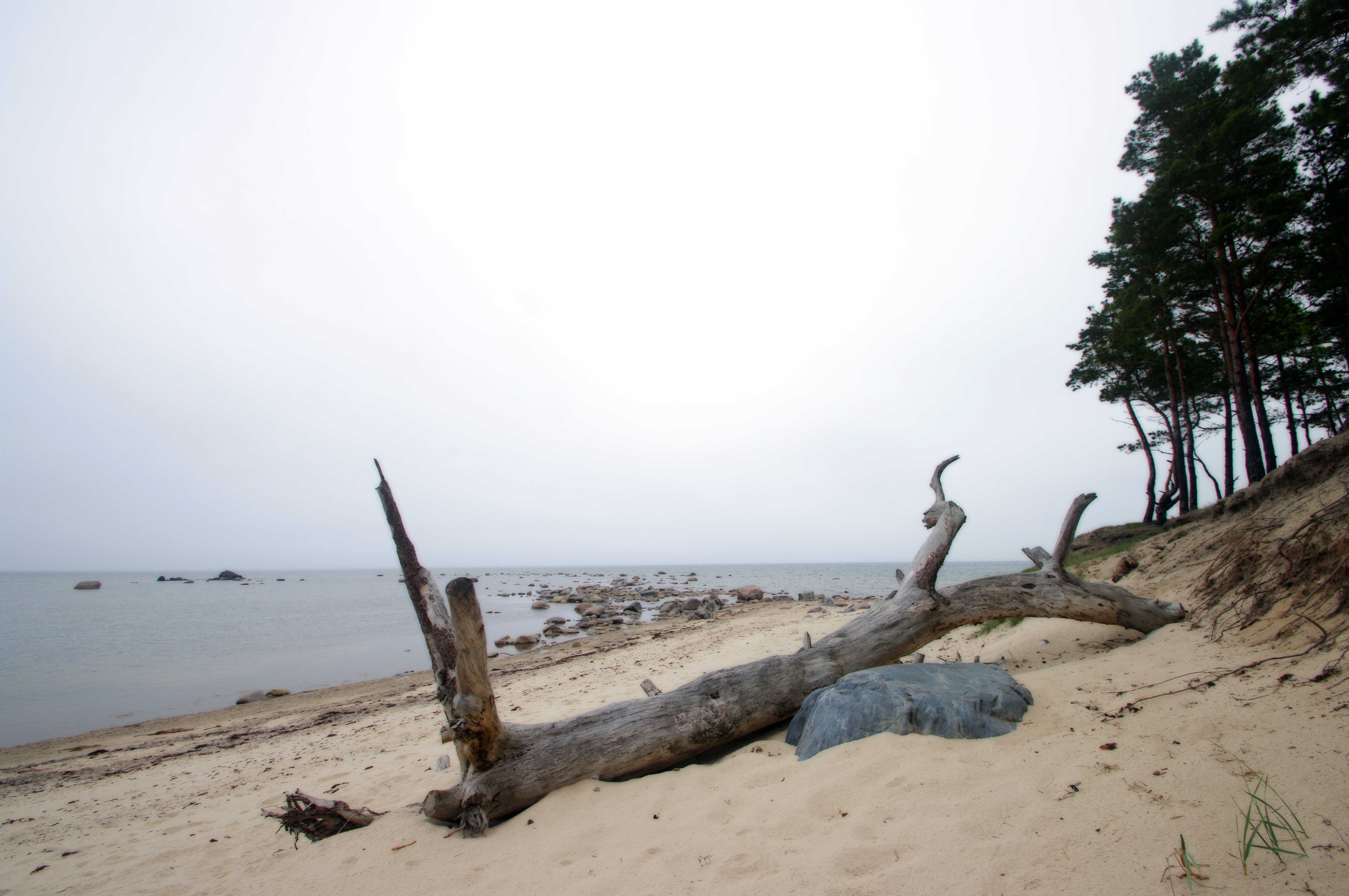
Dirhami